# Mon véritable amour
Pour plus de détails, voir Fiche technique et Distribution.
Mon véritable amour (My Own True Love) est un film américain en noir et blanc réalisé par Compton Bennett, sorti en 1949.

## Synopsis
Dans l'Angleterre de l'après-guerre, une jeune femme est émotionnellement tourmentée lorsqu'elle commence à avoir des sentiments pour le fils de son fiancé qui vient de rentrer de la guerre, amputé d'une jambe...

## Fiche technique
- Titre : Mon véritable amour
- Titre original : My Own True Love
- Réalisation : Compton Bennett
- Scénario : Josef Mischel, Theodore Strauss, Arthur Kober, d'après le roman Make You a Fine Wife de Yolanda Foldes
- Producteur : Val Lewton
- Société de production : Paramount Pictures
- Musique : Robert Emmett Dolan
- Photographie : Charles B. Lang Jr.
- Montage : LeRoy Stone
- Pays de production : États-Unis
- Langue : anglais
- Format : noir et blanc – 35 mm – 1,37:1 – mono (Western Electric Recording)
- Genre : drame psychologique
film sentimental
- Durée : 84 min
- Dates de sortie : 
  - États-Unis : 2 février 1949
  - France : 10 avril 1953

## Distribution
- Phyllis Calvert : Joan Clews
- Melvyn Douglas : Clive Heath
- Wanda Hendrix : Sheila Heath
- Philip Friend : Michael Heath
- Binnie Barnes : Geraldine
- Alan Napier : Kittredge
- Arthur Shields : Iverson
- Phyllis Morris : Mme Peach
- Richard Webb : caporal